# Javairô Dilrosun
Javairô Dilrosun, né le 22 juin 1998 à Amsterdam, est un footballeur international néerlandais qui évolue au poste d'ailier gauche au Los Angeles FC en prêt du Club América.

## Biographie
Né à Amsterdam aux Pays-Bas, Javairô Dilrosun est d'origine surinamaise.

### En club
Après avoir évolué dans les équipes de jeunes de l'Ajax Amsterdam et de Manchester City, Javairô Dilrosun a signé un contrat à long terme avec le Hertha Berlin à partir de la saison 2018-2019. 
Dilrosun fait ses débuts professionnels le 2 septembre 2018, lors d'un match de Bundesliga remporté 2-0 contre Schalke 04 à l'extérieur : à la 6e minute, il entre en jeu à la place de Karim Rekik blessé, puis à la 15e minute, il donne une passe décisive à Ondrej Duda pour l'ouverture du score.
Lors de la journée de championnat suivante, le 15 septembre contre le VfL Wolfsburg à l'extérieur, Dilrosun est titulaire pour la première fois et marque son premier but en ouvrant le score à la 61e minute (match nul 2-2).
Le 31 août 2021, il est prêté aux Girondins de Bordeaux.

### En équipe nationale
Avec les moins de 17 ans, il participe au championnat d'Europe des moins de 17 ans en 2015. Lors de cette compétition, il joue trois matchs, contre l'Irlande, l'Angleterre et l'Italie, avec pour résultats trois nuls.
Par la suite, avec les moins de 19 ans, il dispute le championnat d'Europe des moins de 19 ans en 2017. Lors de ce tournoi, il joue quatre matchs. Il délivre deux passes décisives lors de la première rencontre face à l'Allemagne. Les Pays-Bas s'inclinent en demi-finale face au Portugal.
En novembre 2018, Javairô Dilrosun est appelé pour la première fois en équipe des Pays-Bas par Ronald Koeman. Le 19 novembre, il fait ses débuts internationaux lors d'un match de Ligue des nations contre l'Allemagne, en remplaçant Ryan Babel blessé à la mi-temps, mais 21 minutes plus tard, il doit lui aussi sortir sur blessure, remplacé par Luuk de Jong (match nul 2-2).

## Statistiques
Le tableau ci-dessous récapitule les statistiques de Javairô Dilrosun lors de sa carrière professionnelle en club :
| Saison                | Club                         | Championnat           | Championnat | Championnat | Coupe(s) nationale(s) | Coupe(s) nationale(s) | Compétition(s) continentale(s) | Compétition(s) continentale(s) | Compétition(s) continentale(s) | Total | Total |
| Saison                | Club                         | Division              | M.          | B.          | M.                    | B.                    | Comp.                          | M.                             | B.                             | M.    | B.    |
| 2018-2019             | Hertha Berlin                | Bundesliga            | 17          | 2           | 1                     | 0                     | -                              | -                              | -                              | 18    | 2     |
| 2019-2020             | Hertha Berlin                | Bundesliga            | 23          | 4           | 2                     | 0                     | -                              | -                              | -                              | 25    | 4     |
| 2020-2021             | Hertha Berlin                | Bundesliga            | 12          | 0           | 1                     | 0                     | -                              | -                              | -                              | 13    | 0     |
| 2021-2022             | Hertha Berlin                | Bundesliga            | 2           | 0           | 1                     | 0                     | -                              | -                              | -                              | 3     | 0     |
| Sous-total            | Sous-total                   | Sous-total            | 54          | 6           | 5                     | 0                     | -                              | 0                              | 0                              | 59    | 6     |
| 2021-2022             | Girondins de Bordeaux (prêt) | Ligue 1               | 32          | 2           | 2                     | 1                     | -                              | -                              | -                              | 34    | 3     |
| Sous-total            | Sous-total                   | Sous-total            | 32          | 2           | 2                     | 1                     | -                              | 0                              | 0                              | 34    | 3     |
| 2022-2023             | Feyenoord Rotterdam          | Eredivisie            | 31          | 5           | 4                     | 1                     | C3                             | 8                              | 0                              | 43    | 6     |
| 2023-2024             | Feyenoord Rotterdam          | Eredivisie            | 8           | 1           | 2                     | 0                     | C1                             | 1                              | 0                              | 11    | 1     |
| Sous-total            | Sous-total                   | Sous-total            | 39          | 6           | 6                     | 1                     | -                              | 9                              | 0                              | 54    | 7     |
| Total sur la carrière | Total sur la carrière        | Total sur la carrière | 125         | 14          | 13                    | 1                     | -                              | 9                              | 0                              | 147   | 15    |